# Adolfo Vázquez
Adolfo Vázquez (Buenos Aires, 6 agosto 1936) è un ex calciatore argentino, di ruolo difensore.

## Palmarès

### Nazionale
- Taça das Nações: 1

1964